# Monoid
En monoid är inom abstrakt algebra ett par {\displaystyle (M,*)} (ofta säger man bara {\displaystyle M} och menar hela monoiden), där {\displaystyle M} är en mängd och {\displaystyle *} är en binär operator på {\displaystyle M}, vilken lyder följande regler:
- slutenhet: för alla {\displaystyle a,b} i {\displaystyle M}, är {\displaystyle a*b} i {\displaystyle M} (detta följer egentligen direkt ur att * är en binär operator, och behöver inte specificeras separat)
- neutralt element: det finns ett element {\displaystyle e} i {\displaystyle M}, så att för alla {\displaystyle a} i {\displaystyle M}, {\displaystyle a*e=e*a=a}.
- associativitet: * är en associativ operator; det vill säga, {\displaystyle (a*b)*c=a*(b*c)} för alla {\displaystyle a,b,c} i {\displaystyle M}.

Med andra ord är en monoid en semigrupp med ett neutralt element.
En kommutativ monoid eller abelsk monoid är en monoid där operatorn även är kommutativ, dvs.:
- {\displaystyle a*b=b*a} för alla {\displaystyle a,b} i {\displaystyle M}.

{\displaystyle (D,*)} sägs vara en submonoid till en monoid {\displaystyle (M,*)} om {\displaystyle D} är en delmängd till {\displaystyle M}, {\displaystyle D} innehåller det neutrala elementet och för alla {\displaystyle a,b} i {\displaystyle D} så ligger även {\displaystyle a*b} i {\displaystyle D}. {\displaystyle (D,*)} är då även monoid i sig själv.

## Exempel

### Naturliga talen
De naturliga talen, {\displaystyle \mathbb {N} }, med additionsoperatorn {\displaystyle +} bildar en abelsk monoid {\displaystyle (\mathbb {N} ,+)} med det neutrala elementet 0.
Man kan också bilda en monoid med multiplikationsoperatorn {\displaystyle (\mathbb {N} ,*)}, som även den är abelsk, med det neutrala elementet 1.

### Strängar
Mängden av alla ändliga strängar över ett alfabet bildar en monoid med konkatenering som operator och den tomma strängen som neutralt element.

## Monoidhomomorfier
En homomorfi mellan två monoider, {\displaystyle (M,*)\,} och {\displaystyle (N,\cdot )}, är en funktion {\displaystyle f:M\to N} som uppfyller:
- {\displaystyle f(x*y)=f(x)\cdot f(y)}
- {\displaystyle f(e)=e'\,}

där {\displaystyle e} och {\displaystyle e'} är neutrala element för  {\displaystyle (M,*)\,} respektive {\displaystyle (N,\cdot )}.
Om en monoidhomomorfi är bijektiv kallas den för isomorfi, och två monoider som har en monoidisomorfi mellan sig kallas isomorfa.